# Bundesverband der obst-, gemüse- und kartoffelverarbeitenden Industrie
Der Bundesverband der obst-, gemüse- und kartoffelverarbeitenden Industrie e. V. ist ein Interessenverband der Lebensmittelindustrie, der auf nationaler und EU-Ebene tätig ist. Er vertritt Positionen zu Ernährung und Landwirtschaft. Darüber hinaus befasst er sich mit Fragen des Verbraucherschutzes sowie mit der Wahrnehmung der gemeinsamen Interessen gegen unlauteren Wettbewerb. Außerdem befasst er sich mit Energiepolitik und sorgt sich um die Zulassung von Pflanzenschutzmitteln.
Der Verband gliedert sich in die Fachsparten für Obstverarbeitung, Gemüseverarbeitung, Kartoffelverarbeitung und Feinsaures Gemüse.
Ein Fachausschuss kümmert sich um das Thema Lebensmittelrecht.
Der Verein betreibt neben seinem Hauptsitz in Bonn ein Europa-Büro in Brüssel. Zur kollegialen Geschäftsführung zählen Christoph Freitag, Horst-Peter Karos und Werner Koch.

## Mitgliedschaften
Der Verband ist Mitglied der folgenden europäischen Organisationen:
- PROFEL – European Association of Fruit and Vegetable Processors
- EUPPA – European Potato Processors' Association
- Vereinigung der Industrie für Sauerkraut und ähnliche Erzeugnisse innerhalb der EU